# Йозеф Файстмантль
Йозеф Файстмантль  (нім. Josef Feistmantl, 23 лютого 1939 — 10 березня 2019) — австрійський саночник, олімпійський чемпіон.

## Виступи на Олімпіадах
| Олімпіада     | Дисципліна       | Місце |
| ------------- | ---------------- | ----- |
| Інсбрук 1964  | одиночний розряд | 5     |
| Інсбрук 1964  | змішані двійки   | 1     |
| Гренобль 1968 | одиночний розряд | 5     |
| Гренобль 1968 | змішані двійки   | 7     |
| Саппоро 1972  | одиночний розряд | 10    |